# Bibliographie de l'histoire suisse
La Bibliographie de l’histoire suisse (BHS) (en allemand Bibliographie der Schweizer Geschichte, en italien Bibliografìa della storia svizzera (BSS)) est une bibliographie retraçant l’histoire de la Suisse des temps préhistoriques à nos jours, établie par la Bibliothèque nationale suisse.

## Contenu
Cette bibliographie recense aussi bien des livres et brochures que des articles parus dans des revues suisses ou étrangères ou dans des recueils. Les publications commerciales, ainsi que la littérature grise sont prises en compte. Les publications scientifiques, mais aussi les ouvrages destinés au grand public, les travaux de licence et de master non publiés sont référencés.
À côté de l’histoire générale suisse, l’histoire cantonale, régionale, locale, religieuse, juridique, culturelle, sociale, ainsi que les sciences auxiliaires de l’histoire font l’objet de cette bibliographie.

## Histoire
La Bibliographie de l’histoire suisse existe depuis 1913. Publiée à ses débuts par la Société générale suisse d’histoire (devenue en 2001 la Société suisse d'histoire), elle est prise en charge par la Bibliothèque nationale suisse depuis le volume consacré à l’année 1958.

## Parution
La Bibliographie de l’histoire suisse est aujourd’hui une banque de donnée, actualisée en continu. Elle a été imprimée jusqu’au volume 2007, dès le volume 2008 elle paraît uniquement sous forme de PDF, une fois par année.
Les notices bibliographiques contenues dans la banque de données remontent au volume 1975. Les années précédentes (1913 à 1974) sont consultables sur la plateforme de revues suisses numérisées retro.seals.ch.